# Karl Gsellhofer

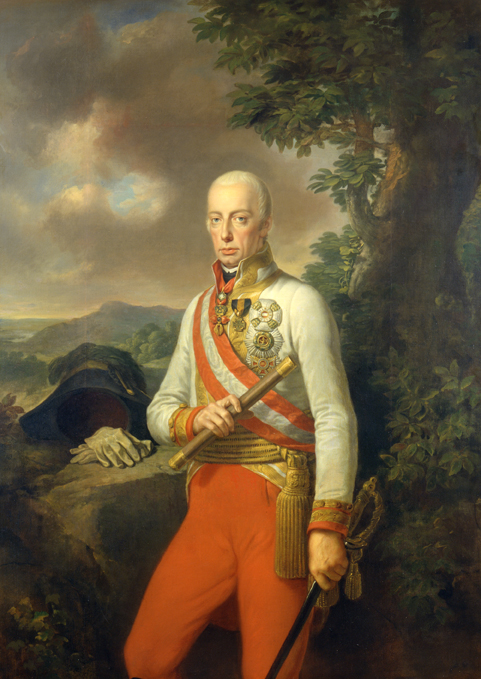
Porträt Kaiser Franz I. (1815), HGM

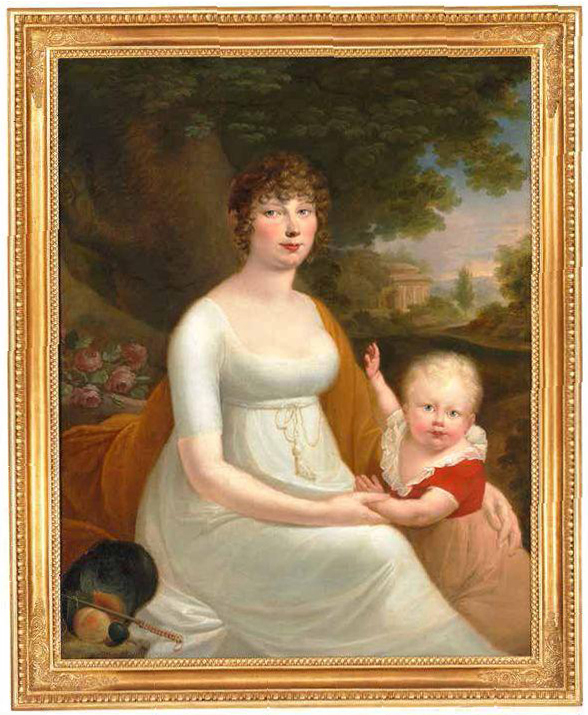
Porträt Johanna Friderike von Pfister (1804)

Karl Gsellhofer (auch Carl Gselhofer, * 28. Oktober 1779 in Wien; † 17. Mai 1858 ebenda) war ein österreichischer Maler.

## Leben
Karl Gsellhofer studierte Malerei an der Akademie der bildenden Künste Wien bei Heinrich Friedrich Füger und wurde in weiterer Folge Kammermaler des Erzherzogs Ludwig von Österreich.
Als Nachfolger von Hubert Maurer leitete er in den Jahren von 1819 bis 1851 den Lehrstuhl für historische Elementarzeichnung an der Wiener Akademie. Zu seinen Schülern gehörte u. a. Josef Lavos und Carl Goenel.
Dem Rat von Füger folgend, beschäftigte sich Gsellhofer zuerst mit der Miniaturmalerei, widmete sich später auch der Historien- und Landschaftsmalerei. In Adelskreisen und dem Bürgertum war Gsellhofer vor allem als Porträtmaler beliebt.

## Werke (Auswahl)
- Porträt Kaiser Franz I. von Österreich, 1815, Öl auf Leinwand, 165 × 120 cm, Heeresgeschichtliches Museum, Wien